# Medsave
Medsave is een plaats in de gemeente Samobor in de Kroatische provincie Zagreb. De plaats telt 246 inwoners (2001).